# Alexander Frühwirth
Alexander Frühwirth (* 23. Februar 1969 in Kirchberg an der Wild) ist ein österreichischer Biathlet und Triathlet. Er wird in der Bestenliste Österreicher Triathleten auf der Ironman-Distanz geführt.

## Werdegang
Alex Frühwirth wuchs auf dem Hof seiner Eltern in Göpfritz an der Wild in Niederösterreich auf.

### Österreichischer Junioren Meister Biathlon
Bevor er 1994 mit dem Triathlon begann, war er sechs Jahre lang erfolgreich als Biathlet aktiv. Er wurde in dieser Sportsparte Österreichischer Junioren Meister und nahm am Weltcup teil. Als 25-Jähriger stieg er dann auf Triathlon um.

### Staatsmeister Triathlon Langdistanz 2000
Im Juli 2000 in Klagenfurt wurde er mit dem neunten Rang beim Ironman Austria Staatsmeister auf der Triathlon-Langdistanz. Alexander Frühwirth konnte zwischen 2001 und 2007 sechs Mal den Austria-Triathlon in Podersdorf auf der Triathlon-Langdistanz (3,8 km Schwimmen, 180 km Radfahren und 42,195 km Laufen) für sich entscheiden.
2002 konnte er zum dritten Mal den Krems Triathlon und 2008 zum vierten Mal den Ausee Triathlon auf der olympischen Kurzdistanz gewinnen.

### Weltmeister Wintertriathlon 2008
Im Februar 2008 wurde Frühwirth Wintertriathlon-Weltmeister in der Kategorie M35 beim Coolman in Freudenstadt (5 km Laufen, 9 km Mountainbike und 7 km Skilanglauf) und im August wurde er in Podersdorf am Neusiedlersee zum vierten Mal Staatsmeister auf der Triathlon-Langdistanz.
Im September 2009 gewann er zum dritten Mal den Wachau-Marathon.
2010 startete er bereits das elfte Mal beim Ironman Austria in Klagenfurt. Hier konnte er sich bereits 2002 und 2007 mit seinen Platzierungen auch für einen Startplatz bei der Weltmeisterschaft auf Hawaii qualifizieren. Frühwirth startet für den Verein URC Sparkasse Langenlois.
Das Jahr 2017 war von Verletzungen geprägt – er zog sich Anfang Juli bei einem Sturz im Ironman in Klagenfurt einen Oberschenkelhalsbruch zu und im August noch einen Finger-Trümmerbruch.
Im Juli 2022 startete er beim Ironman Austria zum 70. Mal auf der Ironman-Distanz.
Im September belegte der 53-Jährige bei seinem 25. Start im Austria-Triathlon in Podersdorf bei der ÖTRV Staatsmeisterschaft Triathlon Langdistanz Bronze in der Klasse M50.

### Privates
Alexander Frühwirth übernahm bereits als 20-Jähriger die Landwirtschaft seiner Eltern und ist seither im Waldviertel als Biobauer tätig.
Er wohnt mit seiner Frau und zwei Kindern in Kirchberg an der Wild.

## Sportliche Erfolge
| Datum/Jahr    | Rang | Wettbewerb                                     | Austragungsort     | Zeit        | Bemerkung                                                                                |
| ------------- | ---- | ---------------------------------------------- | ------------------ | ----------- | ---------------------------------------------------------------------------------------- |
| 5. Aug. 2018  | 13   | Krems Triathlon                                | Krems              | 02:17:44    | auf der olympischen Distanz                                                              |
| 14. Juli 2017 |      | ÖTRV Staatsmeisterschaft Triathlon Kurzdistanz | Wallsee-Sindelburg | 02:13:51    | Staatsmeisterschaft Kurzdistanz beim Mostiman Triathlon; Dritter der Altersklasse 45–49  |
| 7. Mai 2016   | 6    | ChinMin Triathlon                              | Ober-Grafendorf    | 01:50:12    | Olympische Distanz – Schwimmen wegen des kalten Wassers aber verkürzt von 1500 auf 750 m |
| 15. Aug. 2011 | 2    | Ausee Triathlon                                | Ausee              | 00:59:03    | Zweiter hinter Nikolaus Wihlidal                                                         |
| 15. Aug. 2008 | 1    | Ausee Triathlon                                | Ausee              |             |                                                                                          |
| 15. Aug. 2007 | 1    | Ausee Triathlon                                | Ausee              |             |                                                                                          |
| 2006          | 1    | Ausee Triathlon                                | Ausee              |             |                                                                                          |
| 2004          | 2    | Ausee Triathlon                                | Ausee              |             |                                                                                          |
| 15. Juni 2003 | 3    | UPC Klagenfurt Triathlon                       | Klagenfurt         | 01:56:57,95 |                                                                                          |
| 2002          | 1    | Krems Triathlon                                | Krems              | 01:59:32    | dritter Sieg in Krems                                                                    |
| 1. Sep. 2002  | 2    | Ausee Triathlon                                | Ausee              |             |                                                                                          |
| 2001          | 3    | Ausee Triathlon                                | Ausee              |             |                                                                                          |
| 2000          | 1    | Krems Triathlon                                | Krems              | 01:56:42    |                                                                                          |
| 2000          | 1    | Ausee Triathlon                                | Ausee              |             |                                                                                          |
| 5. Juni 1999  | 1    | Triathlon Ober-Grafendorf                      | Ober-Grafendorf    | 01:50:44    |                                                                                          |
| 1999          | 1    | Krems Triathlon                                | Krems              | 01:55:12    |                                                                                          |
| 1998          | 2    | Ausee Triathlon                                | Ausee              |             |                                                                                          |
| 1997          | 2    | Ausee Triathlon                                | Ausee              |             |                                                                                          |
| 1996          | 3    | Ausee Triathlon                                | Ausee              |             | Dritter hinter dem Sieger Wolfgang Kattnig                                               |

| Datum/Jahr    | Rang | Wettbewerb                                       | Austragungsort | Zeit     | Bemerkung                                                 |
| ------------- | ---- | ------------------------------------------------ | -------------- | -------- | --------------------------------------------------------- |
| 30. Juli 2016 | 3    | ÖTRV Staatsmeisterschaft Triathlon Mitteldistanz | Litschau       | 04:28:49 | Triathlon-Staatsmeisterschaft beim Waldviertler Eisenmann |
| 17. Mai 2015  | 28   | Ironman 70.3 Austria                             | St. Pölten     | 04:19:45 |                                                           |
| 20. Mai 2012  | 43   | Ironman 70.3 Austria                             | St. Pölten     | 04:21:39 |                                                           |
| 8. Aug. 2009  | 4    | Waldviertler Eisenmann Triathlon                 | Litschau       | 04:28:18 | 2,3 km Schwimmen, 84 km Radfahren und 21 km Laufen        |
| 24. Mai 2009  | 43   | Ironman 70.3 Austria                             | St. Pölten     | 04:19:22 |                                                           |

| Datum/Jahr    | Rang | Wettbewerb                                     | Austragungsort   | Zeit     | Bemerkung |
| ------------- | ---- | ---------------------------------------------- | ---------------- | -------- | --- |
| 3. Sep. 2022  |      | ÖTRV Staatsmeisterschaft Triathlon Langdistanz | Podersdorf       |          | Bronze in der M50-Klasse; 25. Start beim Austria-Triathlon |
| 3. Juli 2022  |      | Ironman Austria                                | Klagenfurt       | 10:59    | |
| 4. Sep. 2021  | 30   | Austria-Triathlon                              | Podersdorf       | 09:51:32 | [ 9 ] |
| 31. Aug. 2019 | 11   | Austria-Triathlon                              | Podersdorf       | 09:43:08 | |
| 2. Juli 2017  | DNF  | Ironman Austria                                | Klagenfurt       | –        | Sturz mit dem Rad und Bruch des Oberschenkelhalses |
| 5. Sep. 2015  | 5    | ÖTRV Staatsmeisterschaft Triathlon Langdistanz | Podersdorf       | 08:55:49 | Staatsmeisterschaft auf der Langdistanz beim Austria-Triathlon |
| 29. Juni 2014 | 21   | Ironman Austria                                | Klagenfurt       | 08:42:38 | |
| 24. Aug. 2013 | 3    | ÖTRV Staatsmeisterschaft Triathlon Langdistanz | Podersdorf       | 08:42:00 | Staatsmeisterschaft auf der Langdistanz beim Austria-Triathlon |
| 27. Aug. 2011 | 2    | ÖTRV Staatsmeisterschaft Triathlon Langdistanz | Podersdorf       | 08:55:42 | Vizestaatsmeister auf der Langdistanz beim Austria-Triathlon |
| 3. Juli 2011  | 22   | Ironman Austria                                | Klagenfurt       | 08:47:49 | bei seinem bereits zwölften Start in Folge in Klagenfurt |
| 28. Aug. 2010 | 9    | Austria-Triathlon                              | Podersdorf       | 09:15:57 | auf der Langstrecke |
| 4. Juli 2010  | 22   | Ironman Austria                                | Klagenfurt       | 08:49:00 | |
| 5. Juli 2009  | 15   | Ironman Austria                                | Klagenfurt       | 08:51:03 | |
| 19. Juli 2008 | 11   | Ironman Austria                                | Klagenfurt       | 08:35:42 | |
| 30. Aug. 2008 | 1    | ÖTRV Staatsmeisterschaft Triathlon Langdistanz | Podersdorf       | 08:50:10 | Frühwirth wurde als Zweiter beim Austria-Triathlon Österreichischer Staatsmeister über die Langdistanz.                                                                                                   |
| 2007          | 96   | Ironman Hawaii                                 | Hawaii           | 09:26:34 | |
| 5. Juli 2007  | 5    | Ironman Austria                                | Klagenfurt       | 08:33:07 | |
| 25. Aug. 2007 | 1    | Austria-Triathlon                              | Podersdorf       | 08:43:03 | Sechster Sieg für Frühwirth beim 20. Internationalen Austria-Triathlon |
| 18. März 2007 | 6    | Ironman South Africa                           | Port Elizabeth   | 09:14:52 | |
| 16. Juli 2006 | 12   | Ironman Austria                                | Klagenfurt       | 08:43:20 | |
| 26. Aug. 2006 | 1    | ÖTRV Staatsmeisterschaft Triathlon Langdistanz | Podersdorf       | 08:21:17 | Der Österreichische Langdistanz-Staatsmeister Georg Swoboda wurde nach seinem Sieg beim Austria-Triathlon positiv auf Doping getestet und Frühwirth wurde für den Bewerb nachträglich zum Sieger erklärt. |
| 2005          | 28   | Ironman Hawaii                                 | Hawaii           | 08:59:55 | |
| 17. Aug. 2005 | 1    | Austria-Triathlon                              | Podersdorf       | 08:11:08 | Frühwirth stellte mit persönlicher Bestzeit auf der Langdistanz auch einen neuen österreichischen Rekord auf.                                                                                             |
| 5. Juli 2005  | 11   | Ironman Austria                                | Klagenfurt       | 08:42:42 | |
| 4. Juli 2004  | 10   | Ironman Austria                                | Klagenfurt       | 08:33:01 | |
| 2004          | 4    | Ironman Wisconsin                              | Madison          | 09:04:27 | |
| 6. Juli 2003  | 1    | ÖTRV Staatsmeisterschaft Triathlon Langdistanz | Klagenfurt       | 08:19:07 | Alexander Frühwirth wurde in Klagenfurt als Vierter beim Ironman Austria österreichischer Rekordhalter über die Ironman-Distanz.                                                                          |
| 2003          | 1    | Austria-Triathlon                              | Podersdorf       | 08:50:10 | |
| 7. Juli 2002  | 6    | Ironman Austria                                | Klagenfurt       | 08:41:40 | |
| 2002          | 28   | Ironman Hawaii                                 | Hawaii           |          | |
| 2002          | 1    | Austria-Triathlon                              | Podersdorf       | 08:50:10 | |
| 1. Juli 2001  | 7    | Ironman Austria                                | Klagenfurt       | 08:36:29 | |
| 2001          | 9    | Ironman Lanzarote                              | Playa del Carmen |          | |
| 2001          | 1    | Austria-Triathlon                              | Podersdorf       | 08:50:10 | |
| 23. Juli 2000 | 1    | ÖTRV Staatsmeisterschaft Triathlon Langdistanz | Klagenfurt       | 08:24:29 | als Neunter beim Ironman Austria |

| Datum/Jahr    | Rang | Wettbewerb                               | Austragungsort | Zeit        | Bemerkung |
| ------------- | ---- | ---------------------------------------- | -------------- | ----------- | --- |
| 24. Jan. 2015 | 3    | ÖTRV Staatsmeisterschaft Wintertriathlon | Zeltweg        | 01:16:47,55 | 5,6 km Laufen, 13 km Mountainbike und 9,8 km Skilanglauf                                                                            |
| 22. Feb. 2008 | 1    | ITU Winter Triathlon World Championships | Freudenstadt   | 01:07:42    | Wintertriathlon-Weltmeister in der Kategorie M35 beim Coolman in Freudenstadt (5 km Laufen, 9 km Mountainbike und 7 km Skilanglauf) |

| Datum/Jahr    | Rang | Wettbewerb      | Austragungsort | Distanz  | Zeit     | Bemerkung                   |
| ------------- | ---- | --------------- | -------------- | -------- | -------- | --------------------------- |
| 14. Sep. 2014 | 3    | Wachau-Marathon | Krems          | Marathon | 02:48:31 |                             |
| 19. Sep. 2010 | 60   | Wachau-Marathon | Krems          | Marathon | 03:09:09 |                             |
| 2009          | 1    | Wachau-Marathon | Krems          | Marathon | 02:44:16 | Sieger vor Martin Reisinger |
| 2008          | 1    | Wachau-Marathon | Krems          | Marathon | 02:44:14 |                             |
| 2006          | 1    | Wachau-Marathon | Krems          | 53 km    | 03:26:01 | Ultra-Marathon              |

(DNF – Did Not Finish)